# Решко, Мирослав Павлович
Мирослав Павлович Решко (укр. Мирослав Павлович Решко; 18 августа 1970, Мукачево, Украинская ССР, СССР) — украинский футболист, защитник.

## Биография
Воспитанник мукачевского футбола. Начал играть в любительском клубе «Бофика» Карпиловка в 1990 году. Профессиональную карьеру начал в «Приборист».
С 1994 года по 1999 год выступал за венгерские «Штадлер» и БВСК.
В 2002 году выступал в любительском чемпионате Украины за «Мукачево». В 2008 году стал победителем чемпионата Закарпатья. С августа 2009 года выступает за любительский клуб «Поляна».